# Stephanie Rottier
Stephanie Rottier (Sint-Niklaas, 22 gennaio 1974) è un'ex tennista olandese.

## Carriera
Ha ottenuto i primi risultati importanti nel 1993, a marzo è avanzata fino alle semifinali di Indian Wells mentre in aprile ha giocato la finale a Tokyo e nelle due settimane successive è stata eliminata in semifinale rispettivamente a Pattaya e Kuala Lumpur. Questa sequenza di risultati positivi le hanno permesso di salire in classifica fino alla trentesima posizione mondiale ed è stata convocata con la squadra olandese di Fed Cup, durante la competizione per nazionali ha vinto due incontri ed è stata sconfitta nell'ultimo dalla spagnola Conchita Martinez, nella chiusura d'anno ha raggiunto un'altra semifinale, questa volta a Zurigo, dove si è arresa a Manuela Maleeva.
Le stagioni successive non l'hanno vista ottenere gli stessi risultati, tornerà in semifinale solo a Praga nel 1995 e nello stesso anno ha giocato la sua unica finale nel doppio femminile, a Pechino in coppia con Wang Shi-ting.

## Statistiche

### Singolare

#### Finali perse (1)
| Numero | Anno | Torneo                                 | Superficie | Avversaria in finale | Punteggio |
| 1.     | 1993 | Japan Open Tennis Championships, Tokyo | Cemento    | Kimiko Date          | 1–6, 3–6  |

### Doppio

#### Finali perse (1)
| Numero | Anno | Torneo              | Superficie | Compagna      | Avversarie in finale      | Punteggio |
| 1.     | 1995 | China Open, Pechino | Cemento    | Wang Shi-ting | Claudia Porwik Linda Wild | 1–6, 0–6  |